# ريجنالد هويل
ريجنالد هويل (16 أبريل 1856 - 3 أغسطس 1912) (بالإنجليزية: Reginald Howell)‏ هو لاعب كريكت بريطاني.